# Home (Glee)
"Home" es el decimosexto episodio de la primera temporada de la serie de televisión estadounidense Glee. El episodio se estrenó en Fox el 27 de abril de 2010. Fue dirigido por Paris Barclay y escrito por el creador de la serie, Brad Falchuk. "Home" trata los problemas de imagen corporal que padece la nueva animadora Mercedes Jones (Amber Riley), mientras que los padres de los miembros del club glee Kurt Hummel (Chris Colfer) y Finn Hudson (Cory Monteith) empiezan a salir, y el director del club Will Schuester (Matthew Morrison) se reúne con su amiga April Rhodes (Kristin Chenoweth). Chenoweth apareció por primera vez en Glee en el episodio "The Rhodes Not Taken". Disfrutó tanto el papel de April que accedió a regresar para "Home" y ha expresado su interés en reaparecer en el futuro.
En este episodio se muestran versiones de cinco canciones, de las cuales todas fueron lanzadas como sencillos, disponibles para su descarga digital, y cuatro fueron incluidas en el álbum de banda sonora Glee: The Music, Volume 3 Showstoppers. "Home" fue visto por 12,18 millones de espectadores estadounidenses y recibió críticas variadas en general. Tanto Gerrick D. Kennedy de Los Angeles Times como Tim Stack de Entertainment Weekly recomendaron que Chenoweth reciba una nominación a los Premios Emmy por su actuación, y Mark A. Perigard del Boston Herald opinó que el episodio mismo debería ser sometido a la consideración Emmy. Sin embargo, Jean Bentley de MTV sintió que Chenoweth fue usada en exceso durante el episodio, y criticó las canciones interpretadas por ser irreconocibles para espectadores más jóvenes. Todd VanDerWerff de The AV Club consideró que el episodio estuvo pobremente equilibrado, y Bobby Hankinson del Houston Chronicle que fue el más débil de la serie hasta ese momento.

## Trama
Como preparación para una entrevista con la revista Splits Magazine, Sue Sylvester (Jane Lynch), la entrenadora de las animadoras, le ordena a su nueva pupila, Mercedes Jones (Amber Riley) que pierda diez libras en una semana. Sylvester reserva el auditorio de la secundaria para las prácticas de las porristas, por lo que Will Schuester debe encontrar un nuevo espacio para los ensayos del club glee. En su búsqueda, Will llega a una pista de patinaje local donde encuentra a la antigua miembro del club glee, April Rhodes (Kristin Chenoweth), quien le dice que es la amante del viejo millonario que es dueño de la pista, y por lo tanto, le ofrece la pista a Will para ensayar con los chicos totalmente gratis. Cuando se entera de que Will ha puesto su apartamento a la venta y está buscando un comprador, April se invita a sí misma a visitarlo. Luego de pasar una noche juntos y compartir la cama, Will le prohíbe a April volver a quedarse y le dice que ella se merece algo mejor que ser la amante de alguien. April le dice a Will que terminará con el magnate.
Mercedes se esfuerza mucho por comer sano, y cuando a la mitad de la semana va a pesarse, se entera de que ha aumentado dos libras. Ella comienza una dieta extrema y termina desmayándose en medio de la cafetería del colegio. La exlíder de las porristas, Quinn Fabray (Dianna Agron), se solidariza con ella y la felicita por sentirse cómoda con su cuerpo, y le dice que no debe perder peso solo para ser una animadora. Aunque Mercedes se avergüenza, Quinn le dice que es hermosa tal como es. El día de la presentación de las animadoras ante varios contratistas y medios de prensa, Mercedes ignora la rutina ensayada y canta la canción Beautiful. El periodista de Splits Magazine asume que Sue preparó la presentación de "Beautiful" y la felicita, expresando su admiración por ella y diciéndole que va a elogiarla públicamente en su artículo.
Kurt Hummel (Chris Colfer) arregla una cita entre su padre, Burt Hummel (Mike O'Malley), y la viuda madre de Finn, Carole Hudson (Romy Rosemont). Kurt cree que esto lo ayudará a acercarse más a Finn, por quien tiene sentimientos románticos. Finn se disgusta con su madre cuando esta vende los viejos muebles de la casa, y la detiene antes de que vendiera el añejo sofá reclinable de su padre. Al principio se muestra hostil ante la idea de que su madre salga con alguien, pero comienza a aceptarlo cuando conoce a Burt y habla con él de deportes en una cena grupal. Kurt se siente excluido, y más tarde le pide a Finn que lo ayude a separar a sus respectivos progenitores. Finn inicialmente está de acuerdo con esto, pero se arrepiente luego de que Burt le dice que ama a Carole y que jamás la heriría. Ambos miran un partido de básqetbol juntos y Finn le permite a Burt sentarse en el sofá reclinable de su padre, mientras Kurt los mira triste por la ventana.
Cuando April intenta romper con su amante, a él le da un infarto y muere. Su esposa le da a April dos millones de dólares para que no revele nada de su relación con el viejo, y ella usa una parte del dinero para comprar el auditorio para el club glee. Ella planea ir a Broadway para lanzar la primera producción totalmente blanca de The Wiz. El episodio culmina con April y el resto del club interpretando "Home" de The Wiz.

## Producción

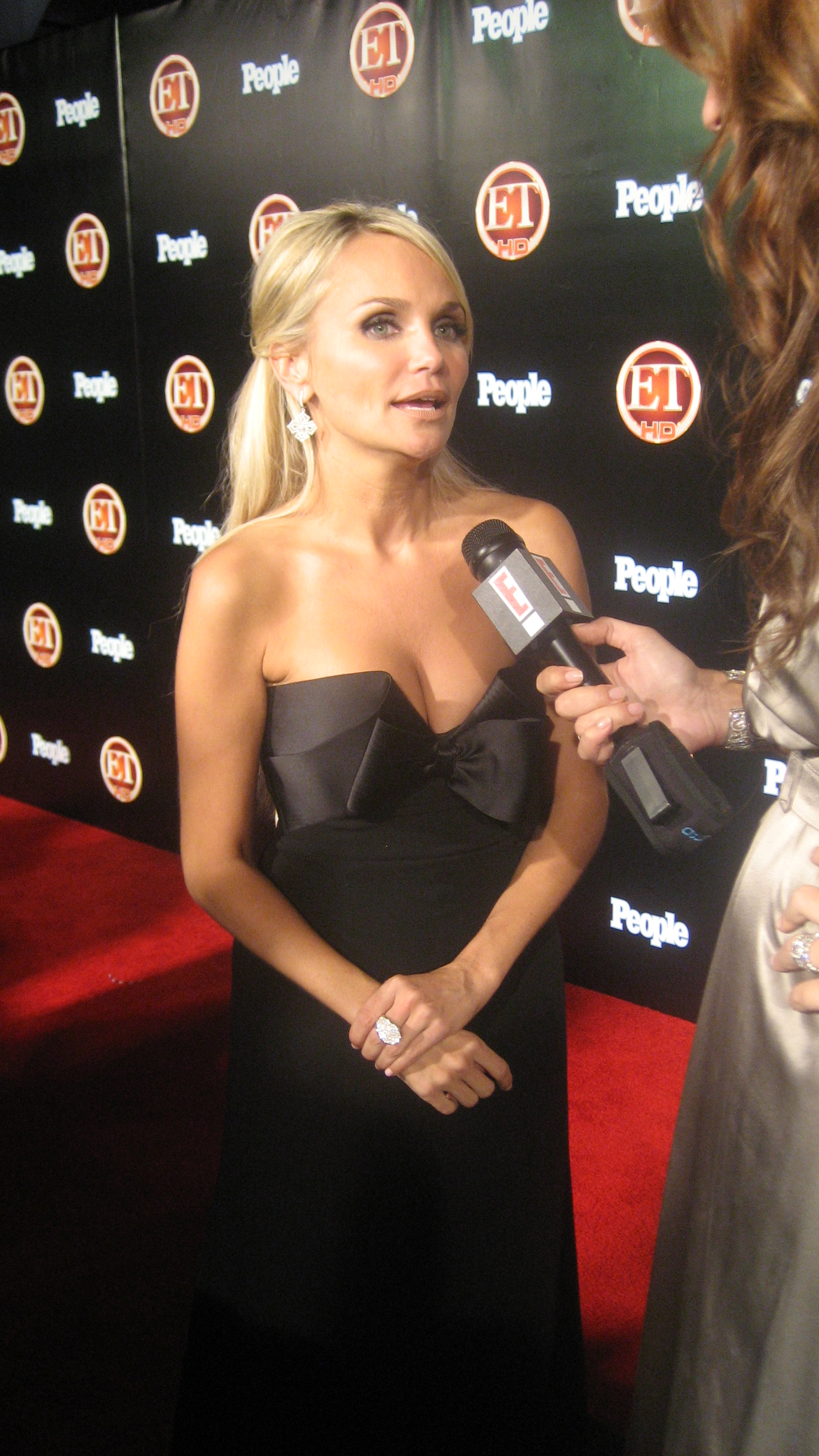
Kristin Chenoweth (imagen) regresa en el rol de April Rhodes en el episodio.

"Home" fue dirigido por Paris Barclay, quien también dirigió "Wheels", el noveno episodio de Glee. Fue escrito por Brad Falchuk, el cocreador de la serie, quien consideró que el episodio es el mejor la misma hasta el momento. "Home" cuenta con el regreso de Kristin Chenoweth, que apareció por primera vez en el episodio cinco, "The Rhodes Not Taken", interpretando a April Rhodes, una exmiembro del club glee. Antes de su primera aparición, Chenoweth ya conocía al creador Ryan Murphy, después de haber aparecido en su película de 2006 Running with Scissors. Murphy comentó que le encanta escribir para Chenoweth, y tanto él como ella expresaron su deseo de que el personaje de April reaparezca en episodios futuros de Glee, con Chenoweth diciendo: «Esto no es como nada de lo que haya tenido chance de hacer en TV.» Luego se confirmó en octubre de 2009 que Chenowet retomaría el papel de April más tarde en la primera temporada, y el 14 de marzo de 2010 que ese retorno se daría en "Home".
A pesar de que la antigua coestrella de Chenoweth en Wicked, Idina Menzel, apareció en el episodio para dar vida al personaje recurrente Shelby Corcoran, los productores se negaron a darles escenas juntas explicando que ponerlas en pantalla simultáneamente era innecesario y no serviría para el propósito de la historia. Falchuk comentó que los productores quieren que Chenoweth vuelva en la segunda temporada. Explicó: «Cuando alguien tiene talentos así, es muy difícil que no los quiera de vuelta. La ventaja que tenemos, creo, es que tenemos gente increíblemente talentosa en nuestro elenco y no necesitamos tantos actores invitados. Pero hay ciertas personas muy especiales en las que, por supuesto, siempre estarías interesado.»
El episodio cuenta con una versión de "A House Is Not a Home", realizado por Colfer y Monteith, así como con una mezcla de "A House Is Not a Home" y "One Less Bell to Answer", realizada por Chenoweth y Morrison. Morrison y Chenoweth también hicieron dúo en la versión de The Pointer Sisters de "Fire". Acompañando el tema del episodio "Home", la balada de Motley Crue "Home Sweet Home" (y también "Heart of Glass" de Blondie, aunque este no trata de una casa) se pueden oír en la escena de la pista de patinaje, pero no fue interpretada por el elenco. Chenoweth interpreta la canción "Home" de The Wiz, y Riley canta "Beautiful" de Christina Aguilera. Las canciones interpretadas fueron lanzadas en formato de descarga digital. Cada canción,a excepción de "Fire" y "Home Sweet Home" se incluyen en el álbum de Glee: The Music, Volume 3 Showstoppers.

## Recepción

### Audiencia
En su emisión original, "Home" fue visto por 12.18 millones de espectadores estadounidenses y obtuvo una cuota en pantalla de 5.2/13 en la demográfica de 18-49 En el Reino Unido fue seguido por 1.91 millones de espectadores, logrando ser el segundo programa más visto en canales no terrestres, solo superado por Britain's Got More Talent. En Canadá Glee fue seguido por 2.16 millones de espectadores convirtiéndose en el décimo programa más visto de la semana. En Australia, fue visto por 1.3 millones de espectadores, logrando ser el decimosexto programa más visto de la semana.

### Críticas
"Home" fue recibido por críticas mixtas. Gerrick D. Kennedy de Los Angeles Times consideró a "Home" como uno de los capítulos más emocionantes de Glee luego de "Wheels". Kennedy también elogió la interpretación de O'Malley como «nada menos que la perfección» y recomendó que Chenoweth reciba una nominación a los Premios Emmy por su actuación. Tim Stack de Entertainment Weekly también coincidió en que la interpretación de Chenoweth se merece una nominación a los Emmy, aunque sintió que fue sobre utilizada en el programa. Stack hizo notar que no le gustó el episodio tras verlo por primera vez, pero lo alabó por añadir profundidad a los personajes y aboradar problemas de imagen y sexualidad. Rick Bentley de McClatchy Newspapers lo llamó «un capítulo perfecto», y elogió la interpretación de Colfer al punto de recomendarla para recibir una nominación a los Emmy. Mark A. Perigard de Boston Herald calificó a "Home" como «el mejor episodio de la temporada hasta la fecha, la que Fox debe presentar a los Emmy».
En contraste, Jean Bentley de MTV describió el capítulo como «una hora de televisión más adecuada para navegar por internet que para prestar atención de verdad.» Ella también criticó las canciones por ser irreconocibles para la audiencia joven, y llamó a los argmentos proncipales «doozies emocionales, con poco alivio cómico en el medio.» Bentley sintió que Chenoweth fue usada en exceso, y llamó a su aparición en el episodio «absurda e innecesaria». Todd VanDerWerff de The A.V. Club lo calificó con un "C" en su opinión. VanDerWerff consideró que la trama estuvo porbremente balanceada y que los momentos de tensión fueron opacados por las demás historias. Bobby Hankinson de Houston Chronicle también criticó el episodio, considerándolo el capítulo más aburrido y débil de la serie hasta ese entonces.